# Forssan Palloseura
Forssan Palloseura (zkratka: FoPs) je profesionální finský hokejový tým. Byl založen v roce 1931.

## Vyřazená čísla
- 8 Jarkko Aaltonen
- 11 Kari Lindqvist
- 15 Mika Helkearo